# Astrohydra japonica
Astrohydra japonica är en nässeldjursart som först beskrevs av Hashimoto 1979.  Astrohydra japonica ingår i släktet Astrohydra och familjen Olindiasidae. Inga underarter finns listade i Catalogue of Life.